# Люксембурги
Люксембургите (на немски: Haus Luxemburg, Luxemburger, Lützelburger) са германска княжеска династия, графове и херцози на Люксембург (1214 – 1437), крале на Германия (1308 – 1313; 1347 – 1437), императори на Свещената Римска империя (1308 – 1313, 1355 – 1400, 1410 – 1437), крале на Чехия (1310 – 1437) и Унгария (1387 – 1437). Те са странична линия от Дом Лимбург-Арлон и не трябва да се бъркат с Дом Люксембург от 10 век.

## Основатели, графове на Люксембург
Родоначалник на рода е Валрам IV († 1226), граф на Арлон и Люксембург (от 1214), херцог на Лимбург (от 1221). Той сключва брак през 1214 г. с Ермезинда II (1186 – 1247), дъщеря на последния люксембургски граф Хайнрих IV († 1196) и получава властта над бащините ѝ земи. от съпругата си има три деца:
1. Катерина († 1255), ∞ 1225 за лотарингския херцог Матиас II († 1251);
2. Хайнрих I фон Люксембург (1217 – 1281), херцог на Лимбург и граф на Люксембург (от 1226);
3. Герхард фон Дюрбю († 1276), ∞ 1253 за Матилда († 1304), дъщеря на граф Дитрих фон Клеве.[1]

Граф Хайнрих I фон Люксембургнаследява от майка си и графство Намюр. От съпругата си (1240) Маргарита (ок. 1220 – 1275), дъщеря на граф Анри II той има четири деца:
1. Хайнрих II фон Люксембург (1240 – 1281), граф на Люксембург от 1281;
2. Валрам (Валеран) I (ок. 1245 – 1288), ∞ за Жана дьо Бовоар, сеньор на Лини и основава линията Люксембург-Лини:
3. Елизабет (ок. 1247 – 1298), ∞ 1264 за фландърския граф Ги I дьо Дампиер (1225/26 – 1305);
4. Филипа (ок. 1252 – 1311), ∞ 1270 за Жан II д’Авен (ок. 1248 – 1304), граф на Ено, Холандия и Зеландия.

Хайнрих II фон Люксембург наследява графство Люксембург и претендира без успех за властта над графство Лимбург. През 1265 г. той се жени за Беатрис д'Авен (1256 – 1321), дъщеря на Балдуин д'Авен и има двама синове и една дъщеря:
1. Хайнрих III фон Люксембург (1278/79 – 24.8.1313);
2. Филипа (Фелицита) († 1336), ∞ за холандския граф Йохан II († 1309), граф на Лувен;
3. Бодуен (1285 – 1354), архиепископ и курфюрст на Трир.[2]

## Крале на Германия, Унгария и Чехия и императори на Свещената Римска империя

### Хайнрих VII
Следващият граф на Люксембург Хайнрих III е избран за император на Свещената Римска империя под името Хайнрих VII (13.6.1308 – 24.8.1313). След като възстановява реда в обхванатата от феодални размирици Германия, той обръща поглед към Италия. Коронован е в Рим през 1312 г. и неговото присъствие на Апенинския полуостров стабилизира позициите на гибелинската партия (привърженици на императора) в борбите ѝ срещу гвелфите (негови противници). Твърдата му политика предизвиква недоволство сред жителите на северноиталианските градове, особено във Флоренция. Умира по време на поход срещу Сиена. От брака му през 1292 г. с Маргарита (1276 – 1311), дъщеря на херцог Ян (Йохан) I Брабантски се раждат един син и две дъщери:
1. Ян (Йохан, Жан) фон Люксембург Слепия (10.8.1296 – 26.8.1346), граф на Люксембург (1313 – 1346), крал на Чехия (Ян Люксембургски (1310 – 1342);
2. Мария (1304 – 1324), ∞ 1322 за френския крал Шарл IV Красивия;
3. Беатрикс (1305 – 1319), втора съпруга (1318) на унгарския крал Карой-Роберт I д’Анжу.[2]

### Ян Люксембургски
Ян (Йохан, Жан) фон Люксембург се жени през 1310 г. за Елишка (Елизабет) (1292 – 1330), сестра на Вацлав III, последен владетел на Чехия от династията на Пршемисловичите. Провъзгласен е за чешки крал (1310 – 1342) под името Ян Люксембургски, но рядко пребивава в тази страна. Свързва личния си живот с изискванията на рицарските идеи и кръстосва Европа в търсене на подвизи и слава. Воюва за Бавария, за френския крал Филип VI, подкрепя начинанията на Тевтонския орден в Прибалтика. Ослепял напълно, той загива по време на Стогодишната война в битката при Креси (1346), където се сражава срещу англичаните под знамето на Франция.
След смъртта на Елишка (Елизабет) Ян Люксембургски се жени за втори път през 1334 г. за Беатрис (1320 – 1383), дъщеря на херцог Луи I дьо Бурбон. От първата си съпруга кралят има двама синове и три дъщери, а от втората – един син:
1. Маргарита (Малгоржата) (1) (1313 – 1341), ∞ 1328 за баварския херцог Хайнрих XIV (1305 – 1339);
2. Бона (Малгоржата) (1) (1313 – 1341), ∞ 1332 за френския крал Жан II;
3. Карл IV (1) (14.5.1316 – 29.11.1378), граф на Люксембург (Карл, 1346 – 1378), крал на Чехия (Карол, 1346 – 1378), крал на Германия (1347 – 1378), император на СРИ, от 5 април 1355;
4. Йохан-Хайнрих (1) (1322 – 1375), ∞ 1. (1339, развод 1341) за Маргарета (1318 – 1369), дъщеря на Индржих (Хайнрих) фон Тропау, граф на Тирол, херцог на Каринтия, маркграф на Моравия, от която няма деца; ∞ 2. (1350) за Маргарита († 1363), дъщеря на Николаус II фон Тропау, от която има пет деца; ∞ за Маргарита (1346 – 1366), дъщеря на австрийския херцог Албрехт II, от която няма деца:
  1. Йобст (Йоазис) (1351 – 1411), маркграф на Моравия от 1375 и Бранденбург от 1388, антикрал на Германия от 1410, ∞ 1. (1372) за Елжбета (1353/60 – 1372), дъщеря на ополския княз Владислав; ∞ 2. (1374) за Агнешка (1349/56 – 1411), дъщеря на ополския княз Болек II, като и от двете няма деца;
  2. Катерина (1353 – 1378), ∞ 1372 за силезкия княз Хайнрих († 1382);
  3. Прокоп (Прокопиус) (1355 – 1405), маркграф на Моравия;
  4. Ян (Йохан) Собеслав (сл. 1355 – 1394), епископ на Оломоуц и патриарх на Аквилея от 1387;
  5. Елизабета († 1400), ∞ 1366 за маркграф Вилхелм II фон Мейсен (1343 – 1407);
5. Анна (1) (1319 – 1338), ∞ 1335 за австрийския херцог Ото IV Веселия (1301 – 1339);
6. Венцел I (2) (1337 – 1383), херцог на Люксембург (1354 – 1383), ∞ 1352 за Йохана (Жана) (1322 – 1406), дъщеря на херцога на Брабант Йохан (Жан) III.[2]

### Карл IV
Карл IV, най-големият син на Ян (Йохан, Жан) фон Люксембург, първоначално е обявен за крал на Чехия (Карол I, 1346 – 1378). През 1355 г. получава и престола на Свещената Римска империя под името Карл IV (1355 – 1378). За разлика от своите предшественици, той напълно изоставя амбициозната завоевателна политика спрямо Италия и съсредоточава вниманието си върху германските проблеми. През 1356 г. подписва Златната була, с която окончателно установява правилата за избор на германски император от князете избиратели (курфюрсти). Особени грижи полага за стопанския и културен възход на Чехия.
Карл IV се жени четири пъти, като от първата си жена има две дъщери, от втората – една дъщеря и един син, от третата няма деца, а от четвъртата – двама синове и две дъщери. 1-ви брак (1329) с Бланш (1317 – 1348), дъщеря на херцог Шарл дьо Валоа; 2-ри брак (1349) с Анна (1329 – 1352), дъщеря на пфалцграф Рудолф II; 3-ти брак (1353) с Анна (1339 – 1362), дъщеря на свидницкия княз Хенрик II; 4-ти брак (1363) с Елизабета (Елжбета) (1345 – 1393), дъщеря на померанския херцог Богуслав IV:
1. Маргарета (1) (1335 – 1349), ∞ 1338 за унгарския крал Лайош I Велики;
2. Катерина (1) (1342 – 1395), ∞ 1. (1357) за австрийския херцог Рудолф IV (1339 – 1365), внук на германския император Албрехт I; ∞ 2. (1366) за бранденбургския курфюрст Ото V (1346 – 1379);
3. Елизабет (2) (1358 – 1373), ∞ 1366 за австрийския херцог Албрехт III (1348 – 1395);
4. Венцел IV (2) (26.2.1361 – 16.8.1419), крал на Чехия (Вацлав, 1363 – 1419), маркграф на Бранденбург (Венцел, 1374 – 1378; 1411 – 1415), херцог на Люксембург (Венцел II, 1383 – 1388), крал на Германия (1376 – 1400), император на СРИ, от 29 ноември 1378;
5. Анна (4) (1366 – 1394), ∞ 1382 за английския крал Ричард II;
6. Маргарита (4) (1373 – 1410), ∞ 1381 за нюрнбергския бургграф Йохан III (1369 – 1420);
7. Сигизмунд I (4) (15.2.1368 – 9.12.1437), маркграф на Бранденбург (1378 – 1388), крал на Унгария (Жигмунд, 1387 – 1437), херцог на Люксембург (1388 – 1437), крал на Германия (1410 – 1437), крал на Чехия (Зигмунд, 1419 – 1437), император на СРИ от 3 май 1433;
8. Йохан (4) (1370 – 1396), маркграф на Моравия, херцог на Гьорлиц, ∞ 1388 за Рихарда, дъщеря на херцог Албрехт II фон Мекленбург:
  1. Елизабет (1390 – 1451), ∞ 1. (1409) за Антон (1384 – 1415), херцог на Брабант и Лимбург; ∞ 2. (1418) за баварския херцог Йохан III Вителсбах-Щраубинг (1374 – 1425).[2]

### Венцел IV
Венцел IV, първородният син на Карл IV, получава първоначално чешката корона (Вацлав, 1363 – 1419), по-късно става маркграф и на Бранденбург (Венцел, 1374 – 1378; 1411 – 1415), наследява херцогство Люксембург (Венцел II, 1383 – 1388), става крал на Германия (1376 – 1400), а след смъртта на баща си е избран за германски император (1378). Неговото управление е свързано с редица неуспехи: чешките благородници се бунтуват многократно срещу властта му, а техният пример скоро е последван и от германските крале. Дълго време пфалцграф Рупрехт III фон Вителсбах му оспорва императорската корона и по-късно (1400) Вацлав е лишен от престола от германските курфюрсти. Запазва властта си единствено в Чехия, но не успява да въведа ред в тези свои владения. Не одобрява осъждането на събора в Констанц на чешкия религиозен реформатор Ян Хус, но накрая е принуден от папата да обяви наказателни мерки срещу неговите последователи. Тези негови мерки предизвикват въстание в Прага, по време на което владетелят умира от апоплектичен удар. Няма деца от двете си съпруги. Първи брак (1370) с Йохана (1362 – 1386), дъщеря на баварския херцог Албрехт I фон Бавария-Щраубинг и втори брак (1389) със София (1376 – 1425), дъщеря на баварския херцог Йохан II.

### Сигизмунд
Сигизмунд I, вторият син на Карл IV, наследява курфюрство Бранденбург (1378 – 1388). По късно е провъзгласен за крал на Унгария (Жигмунд, 1387 – 1437), след като сключва брак с Мария (1370 – 1392), дъщеря и наследница на Лайош I Велики. Утвърждава с много усилия властта си в тази страна, а през 1388 г. отстъпва срещу голяма сума Бранденбург на своя братовчед Йобст (Йоазис). Обезпокоен от нарастването на османското могъщество, той застава начело на кръстоносен поход срещу турците, но е разгромен в битката при Никопол (1396). За да сложи край на схизмата, която разделя католическия свят, той свиква църковен събор в Констанц (1414 – 1417), на който е осъден чешкия реформатор Ян Хус, отстранени са тримата претенденти за папския престол и е утвърден единствен папа Мартин V. Когато през 1419 г. умира по-големият му брат Венцел IV, Сигизмунд I наследява и властта над Чехия (Зигмунд, 1419 – 1437), германските курфюрсти го избират за крал на Германия (1410 – 1437), а от 1433 г. и за император на Свещената Римска империя. Принуден е да отдели много сили за потушаване на разрасналото се в неговите земи хуситско движение, както и на италианските проблеми.
Сигизмунд I има два брака: 1-ви (1385) с Мария (1370 – 1392), дъщеря на унгарския крал Лайош I Велики, от която няма деца; 2-ри брак (1408) с Барбара (1392 – 1451), дъщеря на граф Херман II фон Цили. Единствената му дъщеря Елизабет (1409 – 1442) става съпруга през 1421 г. на германския император Албрехт II и предава в негова власт всички фамилни владения на династията Люксембург.

## Крале на Германия, Унгария и Чехия и императори на Свещената Римска империя от династията Люксембурги
- Хайнрих VII (1278/79 – 24.8.1313), син на люксембургския граф Хайнрих II, граф на Люксембург (Хайнрих III, 1288 – 1313), крал на Германия (1308 – 1313), император на Свещената Римска империя (СРИ, от 13 юни 1311)
- Ян (Йохан, Жан) фон Люксембург (10.8.1296 – 26.8.1346), граф на Люксембург (1313 – 1346), крал на Чехия (Ян Люксембургски, 1310 – 1342), син на Хайнрих VII
- Карл IV (14.5.1316 – 29.11.1378), син на Ян Люксембургски и внук на Хайнрих VII, граф на Люксембург (Карл, 1346 – 1378), крал на Чехия (Карол I, 1346 – 1378), крал на Германия (1347 – 1378), император на СРИ, от 5 април 1355, маркграф на Бранденбург (1373 – 1378)
- Венцел IV (26.2.1361 – 16.8.1419), първи син на Карл IV, крал на Чехия (Вацлав, 1363 – 1419), маркграф на Бранденбург (Венцел, 1374 – 1378; 1411 – 1415), херцог на Люксембург (Венцел II, 1383 – 1388), крал на Германия (1376 – 1400)
- Сигизмунд I (15.2.1368 – 9.12.1437), втори син на Карл IV, маркграф на Бранденбург (1378 – 1388), крал на Унгария (Жигмунд, 1387 – 1437), херцог на Люксембург (1388 – 1437), крал на Германия (1410 – 1437), крал на Чехия (Зигмунд, 1419 – 1437), император на СРИ от 3 май 1433.[2]